# Saint-Silvain-Montaigut
Saint-Silvain-Montaigut è un comune francese di 187 abitanti situato nel dipartimento della Creuse nella regione della Nuova Aquitania.

## Società

### Evoluzione demografica
Abitanti censiti